# Agarista (vlinder)
Agarista is een geslacht van vlinders uit de familie uilen (Noctuidae). De wetenschappelijke naam van het geslacht is voor het eerst geldig gepubliceerd in 1814 door William Elford Leach.
De typesoort is Agarista picta Leach, 1814

## Soorten
- Agarista agricola (Donovan, 1805)
  - = Agarista picta Leach, 1814
  - Agarista agricola daemonis Butler, 1876
  - Agarista agricola timorensis Rothschild, 1896
  - Agarista agricola biformis Butler, 1884
- Agarista laetior Hulstaert, 1924